# Michael Karl von Althann
Michael Karl von Althann (ur. 1741, zm. 6 marca 1805) – austriacki arystokrata z rodu Althannów, właściciel dóbr ziemskich w południowej części hrabstwa kłodzkiego.

## Życiorys
Urodził się w 1741 roku jako pierwszy syn Michaela Wenzela Rudolpha von Althanna i jego żony Marii Anny von Lichtervelde (1708–1794). W młodości podobnie jako jego ojciec i dziadek, służył w armii cesarskiej. Po śmierci swojego kuzyna, Michaela Ottona w 1797 roku i niepozostawieniu przez niego męskiego potomka zgodnie z prawem agnatu, przejął dobra rodowe Althannów na ziemi kłodzkiej, na które składały się majorat w Międzylesiu, dobra w Roztokach i Wilkanowie.
Nie wszedł w związek małżeński i nie pozostawił potomstwa, dlatego też w testamencie, wszystkie swoje posiadłości zapisał młodszemu bratu, Michaelowi Wenzlowi.